# Zulfaj
Zylfaj en albanais et Zulfaj en serbe latin (en serbe cyrillique : Зулфај) est une localité du Kosovo située dans la commune/municipalité de Gjakovë/Đakovica, district de Gjakovë/Đakovica (Kosovo) ou de Pejë/Peć (Serbie). Selon le recensement kosovar de 2011, elle compte 59 habitants, tous albanais.

## Histoire
Dans le village, la tour-résidence d'Adem Ademaj, qui remonte au XIXe siècle, est proposée pour une inscription sur la liste des monuments culturels du Kosovo.

## Démographie

### Évolution historique de la population dans la localité
| 1948 | 1953 | 1961 | 1971 | 1981 | 1991 | 2011 |
| ---- | ---- | ---- | ---- | ---- | ---- | ---- |
| 156  | 178  | 208  | 234  | 261  | 254  | 59   |

|  |